# كارا سكوت
كارا سكوت (بالإنجليزية: Kara Scott)‏ هي صحفية بريطانية، ولدت في 10 أغسطس 1975 في ألبرتا في كندا.

## وصلات خارجية
- كارا سكوت على موقع IMDb (الإنجليزية)
- كارا سكوت على موقع قاعدة بيانات الفيلم (الإنجليزية)